# Joel (película de 2018)
Joel  es una película dramática argentina de 2018 dirigida por Carlos Sorín. Protagonizada por Victoria Almeida, Diego Gentile, Ana Katz y el niño Joel Noguera.

## Sinopsis
Cecilia y Diego, una pareja en sus treinta largos, se han radicado hace pocos años en Tolhuin, un sufrido pueblo de Tierra del Fuego, a raíz del trabajo de él como Técnico Forestal. Ante la imposibilidad de concebir hijos, iniciaron un buen tiempo atrás el trámite de adopción. La repentina llegada de Joel, de 9 años, quien carga con una dura historia de vida, revoluciona sus vidas. Las ilusiones, un acelerado proceso de aprendizaje de la paternidad, y el desafío de educarlo e insertarlo en esa pequeña comunidad patagónica, pondrán bajo la lupa sus propios esquemas de vida, y un conflicto que se desata en la única escuela pública del lugar donde acude el niño, tensará el vínculo social y la propia relación de la pareja.

## Recepción

### Crítica
La película recibió positivas críticas por parte de la prensa especializada. Según el sitio Todas Las Críticas, la cinta posee un 100% de reseñas positivas con un promedio de 75/100 según 35 críticas.

## Reparto
- Victoria Almeida como Cecilia, la madre adoptiva.
- Diego Gentile como Diego, el padre adoptivo.
- Joel Noguera como Joel, el niño adoptado.
- Ana Katz como Marta, la madre de un alumno.
- Rodrigo Muñoz como Samuel.
- Claudia Pérez como Virginia.